# Kees Vernooy
Cornelis Gerardus Theodorus (Kees) Vernooy (1945) is een Nederlandse wetenschapper die als lector is verbonden aan de Hogeschool Edith Stein en Expertis Onderwijsadviseurs in Hengelo. Hij geldt als een autoriteit op het gebied van effectief leesonderwijs. Eerder was hij verbonden aan het Christelijk Pedagogisch Studiecentrum.